# Veliki Obljaj
Veliki Obljaj is een plaats in de gemeente Glina in de Kroatische provincie Sisak-Moslavina. De plaats telt 45 inwoners (2001).